# SN 1999ex
SN 1999ex – supernowa typu Ib odkryta 15 listopada 1999 roku w galaktyce IC5179. Jej maksymalna jasność wynosiła 17,35m.